# چال میرحسین
چال میرحسین (به لری: چال میرحوسه) نام یکی از محله‌های قدیمی در مرکز شهر خرم‌آباد است. نام این محله احتمالاً از شخصی به نام میرحسین طولابی گرفته شده و قدمت این محله دست کم به سال ۱۲۰۶ خورشیدی بازمی‌گردد.این محله در قسمت شرقی محله علوی قرار دارد.